# 388 Charybdis
A 388 Charybdis (ideiglenes jelöléssel 1894 BA) a Naprendszer kisbolygóövében található aszteroida. Auguste Charlois fedezte fel 1894. március 7-én.